# Aleurotrachelus rubromaculatus
Aleurotrachelus rubromaculatus là một loài côn trùng cánh nửa trong họ Aleyrodidae, phân họ Aleyrodinae.
Aleurotrachelus rubromaculatus được Bondar miêu tả khoa học đầu tiên năm 1923.